# Metagonia tlamaya
Metagonia tlamaya är en spindelart som beskrevs av Willis J. Gertsch 1971. Metagonia tlamaya ingår i släktet Metagonia och familjen dallerspindlar. Inga underarter finns listade i Catalogue of Life.